# Universiade d'été de 2017
Navigation
Édition précédente Édition suivante
L'Universiade d'été de 2017, 29e édition, se déroule à Taipei du 19 au 30 août 2017.
Le 29 décembre 2011, la FISU attribue l'Universiade d'été à Taipei qui l'emporte sur Brasilia, autre ville candidate.

## Sports
- Athlétisme
- Badminton
- Baseball
- Basket-ball
- Billard
- Escrime
- Football
- Golf
- Gymnastique artistique
- Gymnastique rythmique
- Haltérophilie
- Judo
- Natation
- Plongeon
- Roller
- Taekwondo
- Tennis de table
- Tir à l'arc
- Volley-ball
- Water-polo
- Wushu